# Tilémachos Karákalos
Tilémachos Karákalos (en grec moderne : Τηλέμαχος Καράκαλος), né en 1866 à Dimitsana (Péloponnèse) et mort le 15 juin 1951, est un escrimeur grec, ayant pour arme le sabre. 
Il remporte une médaille d'argent olympique dans l'épreuve individuelle de sabre aux Jeux olympiques d'été de 1896 à Athènes, derrière son compatriote Ioánnis Georgiádis.